# Hidrológia

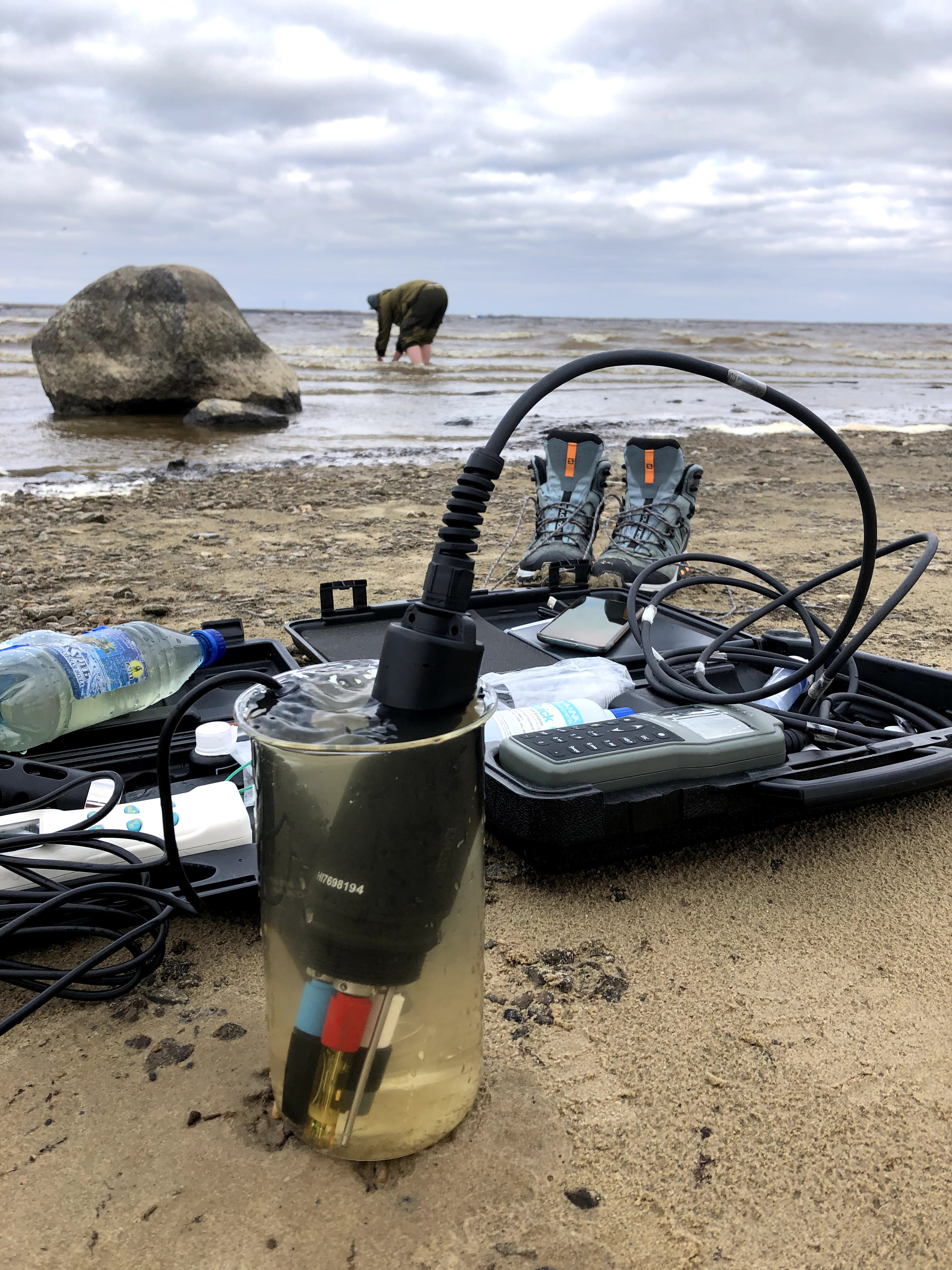
Vízmintavétel az Ob folyóból, Szalehard közelében

A hidrológia (görög: Yδρoλoγια, Yδωρ(udro=víz)+Λoγos(logos=beszéd, kifejtés, tudás), Hydrologia, "víztan", "a víz tudománya") a víz természeti mozgásával, eloszlásával foglalkozó, a vízforrásokat és a víz körforgását vizsgáló tudományterület. A hidrológiai szakértőt hidrológusnak nevezik, aki földtudományi, környezetvédelmi, építőmérnöki vagy környezetmérnöki végzettségű lehet.

## Résztudományai
- Hidrometeorológia (légköri vizek tudománya)
- Potamológia (felszíni vízfolyások tudománya)
- Limnológia (álló édesvizek tudománya)
- Hidrogeológia (felszín alatti vizek tudománya)
- Kriológia (a hó és jég tudománya)
- Oceanográfia (tengerek, óceánok tudománya)
- Hidrokémia, hidrobiológia (vízkémia, vízbiológia, vízminőség tudománya)
- Balneológia (gyógy- és hévizek tudománya).

A meteorológia nem tartozik ide, mert annál a víz csak egy a sok fontos szempont közül. A hidrológiai kutatások számos környezetmérnöki, környezetvédelmi és környezettervezési kérdésre is választ adnak.

## Története
A hidrológia évezredek óta megfigyelés és mérnöki tervezés tárgya. Kr. e. 4000 évvel a Nílust szabályozták, hogy fejlesszék a mezőgazdasági termelést az előzőleg sivár területeken is. A mezopotámiai városokat magas kőfalakkal védték az áradástól. Az ókori görögök és rómaiak csatornákat, a kínaiak öntöző- és áradásellenőrző-rendszereket építettek.
Marcus Vitruvius a Kr. e. 1. században filozófiai elméletet írt le a víz körforgásáról, amely szerint a hegyekben leeső csapadék beszivárog a földfelszínbe, és folyókat, patakokat képez az alacsonyabban fekvő területeken. Egy még tudományosabb megközelítéssel Leonardo da Vinci és Bernard Palissy egymástól függetlenül megbízható értelmezést nyújtott a hidrológiai körforgásról. A hidrológiai változókat azonban csak a 17. században kezdték kiszámítani.
A hidrológia modern tudományának úttörői Pierre Perrault, Edme Mariotte, és Edmund Halley voltak. Megmérve az esőt, a vízfolyásokat és a csatornavizeket Perrault kimutatta, hogy az eső elég a Szajna táplálásához. Marriotte a folyó sebességét és a keresztmetszeti tényezőit vizsgálta ugyancsak a Szajna kiöntésekor. Halley kimutatta, hogy a Földközi-tenger párolgása megfelel a tengerbe beömlő folyók vízmennyiségének.
A 18. század felfedezései Daniel Bernoulli piezométere, a Bernoulli-egyenletek, a Pitot-cső és a Chezy-képlet. A 19. században a Darcy-törvény, a Dupuit-Thiem formula és Hagen-Poiseuille kapilláris áramlási egyenlet hozott előrelépést elsősorban a talajvíz hidrológiájában.
A tapasztalati megfigyeléseket racionális elemzések váltották fel a 20. században, a kormányok pedig megkezdték hidrológiai kutatóprogramjaikat. Leroy Sherman egység hidrográfiája, Robert E. Horton beszivárgási elmélete és C.V. Theis egyenlete a kúthidraulikáról kapott különös fontosságot.
Az 1950-es évektől a hidrológia a hidrológiai folyamatok fizikai megértésének fejlődésével és a számítógépek megjelenésével az addigihoz képest sokkal elméletibb alapokra helyeződött.

## Hidrológiai körforgás
A hidrológia központi elve a víz különböző irányokban és különböző formákban zajló körfogására épül. Ennek a legismertebb folyamata az óceánok párolgása, amelyekből felhők képződnek. A felhők a szárazföldek fölé kerülnek, esővíz keletkezik belőlük, ami a folyókon keresztül jut vissza az óceánokba, így téve teljessé a körforgást.

## Hidrológiai mérések
A víz mozgását többféleképpen lehet mérni. Ez az információ fontos a vízlelőhelyek feltárásához és a hidrológiai körforgás folyamatainak megismeréséhez. A következő lista a hidrológusok által használt eszközöket mutatja.
- Esőmérce – csapadékmennyiséghez
- Áramlásmérő – folyók sebességéhez
- Radar – felhők mozgásához
- Piezométer – talajvíz nyomásához és mélységéhez
- Feszültségmérő – földnedvességhez
- Műhold

## Hidrológiai előrejelzés
A hidrológiai folyamatok megfigyeléseit a várható vízmozgás irányának és mennyiségének előrejelzésére használják.

### Hidrológiai statisztika
A csapadék vagy a folyó vízmennyiségéről készült hidrológiai adatfelvételek statisztikai elemzéseinek segítségével a hidrológusok előre tudják jelezni a várható hidrológiai jelenségeket. Ez a változatlan folyamatok jellemzőit is magában foglalja.

### Hidrológiai modellezés
A víz mozgása környezeti hatásváltozásainak megértésével a hidrológusok modelleket alkothatnak arról, hogyan alakulnak ezek a változások a jövőben.

## Hidrológiai szállítás
A vízmozgás egyúttal más anyagok, talaj és szennyeződések szállítását is jelenti egyik helyről a másikra. Ez eróziót okoz és szerepet játszik a környezetszennyezés bizonyos formáiban.

## Hidrológiai alkalmazások
- Áradás, földcsuszamlás és aszály kockázatainak előrejelzése és enyhítése
- Öntözési terv készítése és mezőgazdasági tevékenység fejlesztése
- Ivóvíz biztosítása
- Védőgátak tervezése vízellátáshoz vagy vízenergia előállításához
- Hidak tervezése
- Geomorfológiai változások, erózió és ülepedés előrejelzése
- Természeti és élettani környezeti változások felmérése a vízforrásokban
- Környezetszennyezést okozó szállítófolyamatok kockázatainak felmérése és környezetvédelmi irányelvek kialakítása

## Hidrológiai Társaság
Az 1960-as évek végén, az 1970-es évek elején Somogy megye és Kaposvár város - de az egész Dél-Dunántúl - gazdasági és társadalmi fejlődése mind sürgetőbbé tette az infrastruktúra, a vízgazdálkodás, ezen belül is elsősorban a vízellátás és csatornázás terén az elmaradottság felszámolását. Ennek megvalósítása céljából 1970-ben Kaposvár székhellyel regionális hatáskörű vízügyi építő vállalatot hoztak létre, ezzel egyidőben fejlesztették a meglévő vízügyi szerveket is. Működésük biztosításának fontos feltétele volt a mérnökök, műszaki szakemberek számának növelése.
A létszámfejlesztés eredményeképpen több helyről alkalmazott műszaki szakemberek vízügyi műszaki ismereteik növelése érdekében igényelték egy olyan műszaki társadalmi szervezet létrehozását, ami biztosítja számukra előadások, ankétok, filmbemutatók, tanulmányutak szervezését. Az előkészítő munkákat követően 1972. szeptember 8-án megalakult a Magyar Hidrológiai Társaság Somogy Megyei Szervezete Kaposváron és azóta is töretlenül működik.